# Amaretti di Saronno
Amaretti di Saronno est une marque commerciale d'amaretti (un biscuit italien). Les biscuits commercialisés sous cette marque sont fabriqués dans la ville de Saronno en Lombardie par la biscuiterie industrielle D. Lazzaroni & C..

## Communication commerciale
Selon les dires de la société D. Lazzaroni & C., en 1718, un cardinal milanais décida de se rendre en pèlerinage au Sanctuaire de la Beata Vergine dei Miracoli de Saronno. En l'honneur de sa visite, un jeune couple prépara une pâte à base de sucre, d'amandes de noyaux d'abricots et de blancs d'œufs qu'ils firent lever au four, donnant naissance à des biscuits arrondis qu'ils nommèrent Amaretti en référence à leur saveur douce amère. Au-delà de la légende, la famille Lazzaroni, partie de Teglio pour Saronno au début du XVIIIe siècle, s'est auto-intronisée porte-drapeau de cette spécialité pâtissière développée initialement au sein du de l'atelier familial puis à un niveau industriel avec la fondation de la société D. Lazzaroni & C. en 1888.